# Liste der Kulturdenkmäler in Frankfurt-Rödelheim
In der Liste der Kulturdenkmäler in Frankfurt-Rödelheim sind alle Kulturdenkmäler im Sinne des Hessischen Denkmalschutzgesetzes in Frankfurt-Rödelheim, einem Stadtteil von Frankfurt am Main aufgelistet.
Grundlage ist die Denkmaltopographie aus dem Jahre 1994, die zuletzt 2000 durch einen Nachtragsband ergänzt wurde.

## Kulturdenkmäler in Rödelheim
| Bild                       | Bezeichnung                                   | Lage                                    | Beschreibung | Bauzeit         | Daten |
| -------------------------- | --------------------------------------------- | --------------------------------------- | --- | --------------- | ----- |
| Katholische Antoniuskirche | Katholische Antoniuskirche                    | Alexanderstraße 21-25 Lage              | Neugotische Kirche | 1892            |       |
| Petrihäuschen              | Petrihäuschen                                 | Am Rödelheimer Wehr 13 Lage             | Gartenhaus im Schweizer Stil, gebaut 1716, 1819/20 für Georg Brentano umgebaut, 1999 erneuert | 1716            |       |
| Wohnhaus                   | Wohnhaus                                      | Assenheimer Straße 15 Lage              | Barockes Fachwerkhaus, verschiefert, ehemaliges gräfliches Hofgut, ab 1806 Wohnsitz der Familie Wöhler | 18. Jahrhundert |       |
| weitere Bilder             | Ev. St. Cyriakus-Kirche mit Rittergrabsteinen | Auf der Insel 5 Lage                    | | 14. Jahrhundert |       |
| Wohnhaus                   | Wohnhaus                                      | Auf der Insel 16 Lage                   | klassizistisches Einfamilienhaus, ehemaliges Kutscherhaus des Landgutes der Familie Brentano, Eingang zum Brentanopark | um 1830         |       |
| Brentanopark               | Brentanopark                                  | Brentanopark Lage                       | Parkanlage der Familie Brentano von 1770, Umgestaltung M. Brommes 1928/29, klassizistisches Goethetempelchen, moderner Pavillon 1931 von E. Kaufmann, Straßeneinfriedung und Toranlage | 1770            |       |
| Sternbrücke                | Sternbrücke                                   | Rödelheimer Landstraße Lage             | Steinbrücke in barocken Formen 1803–1807 als Ersatz für eine mittelalterliche Holzbrücke über den Niddaflutgraben gebaut | 1803–1807       |       |
| Mietshaus                  | Mietshaus                                     | Röderichstraße 6 Lage                   | Mietshaus des Historismus von 1906 mit aufwendigem Erker und Zierfassade | 1906            |       |
| Haustüre                   | Haustüre                                      | Röderichstraße 6 Lage                   | | 1906            |       |
| Wasserturm                 | Wasserturm                                    | Schultheißenweg 103 Lage                | Der Wasserturm ist 51 Meter hoch und hat einen Durchmesser von 9,50 Meter, er diente mit 380 Kubikmeter Fassungsvermögen der Wasserversorgung der Stadt. | 1895            |       |
| Solmspark                  | Solmspark                                     | Solmspark Lage                          | Schlossplatz im englischen Geschmack |                 |       |
| jüdischer Friedhof         | jüdischer Friedhof                            | Wolf-Heidenheim-Straße/Zentmarkweg Lage | Der Friedhof umfasst eine Fläche von 27,24 ar. Etwa 20 Grabsteine sind erhalten. Der Friedhof war von 1740 bis ins 19. Jahrhundert in der Nutzung und wurde in der NS-Zeit abgeräumt. Heute wird die Fläche als Grünanlage genutzt. Ein Grabstein am Eingang erinnert an Wolf Heidenheim (gest. 1832). | 19. Jahrhundert |       |

## Kulturdenkmäler auf dem Friedhof von Rödelheim
Der Ergänzungsband von Volker Rödel zur Denkmaltopographie, "Die Frankfurter Stadtteilfriedhöfe" nennt eine Reihe von Grabmalen auf dem Friedhof Rödelheim, die ebenfalls unter Denkmalschutz stehen.
| Bild           | Bezeichnung    | Lage                     | Beschreibung              | Bauzeit | Daten |
| -------------- | -------------- | ------------------------ | ------------------------- | ------- | ----- |
| Kriegerdenkmal | Kriegerdenkmal | Westerbachstraße 56 Lage | schlichtes Kriegerdenkmal | 1892    |       |

| Bild | Gewann   | Name(n)   | Jahr                | Steinmetz     | Beschreibung |
| ---- | -------- | --------- | ------------------- | ------------- | --- |
|      | A adM 2  | Schmelz   | 1927                | 0             | Wanddenkmal in renaissancistischen Formen in Quadermauerwerk aus Basalttuff. Das Grabmal ist von rustizierten Halbsäulen gefasst. In dem mit einer Urne gekrönten Rundgiebel befindet sich ein Medaillon mit Bienenstock.                              |
|      | C adM 29 | Lohoff    | 1884                | 0             | Grabdenkmal für den Pfarrer Gottfried Eduard Lohoff (1838–1913). Die beiden Kreuzdenkmäler bestehen aus poliertem schwarzen Granit. Daneben befindet sich ein Pult aus hellem Sandstein.                                                               |
|      | C 27     | Brill     | 1900                | Becker        | Kreuzdenkmal über Eck aus poliertem schwarzen Granit. |
|      | C adM 49 | Klein     | 1892                | 0             | Dreiteilige renaissancistische Ädikula aus poliertem schwarzen Granit. Die Schrifttafeln im Mittelfeld und in den Seitenflügeln bestehen aus Marmor.                                                                                                   |
|      | C 31     | Pehl      | 1927                | F. Hofmeister | Ädikulaähnliche Stele mit abgetreppt zurückliegendem, durch ein Christusrelief aus Galvanobronze betontem Zentrum aus poliertem schwarzen Syenit. |
|      | C 41     | Buff      | 1831 (1861 ergänzt) | 0             | Spätklassizistische Kreuzstele mit seitenaltarähnlichen Schrifttafeln aus geschliffenem roten und gelben Sandstein mit eingesetzten marmornen Schrifttafeln.                                                                                           |
|      | D adM 53 | Schwalb   | 1893                | 0             | Renaissancistische Ädikula zwischen Seitenflügeln aus rotem Sandstein. Die Schrifttafeln bestehen aus poliertem schwarzen Granit. Über dem Rundgiebel befindet sich ein Kreuzaufsatz.                                                                  |
|      | D adM 51 | Thudichum | 1863                | 0             | Grabdenkmal für den Pfarrer und Landtagsabgeordneten Ludwig Thudichum (1798–1863). Das Neugotische Kreuzdenkmal besteht aus Sandstein. Es wird von zwei späteren Kreuzdenkmalen flankiert. Im Sockel befinden sich zwei maßwerkgerahmte Schriftfelder. |
|      | D adM 64 | Fischer   | 1901                | F. Hofmeister | Kreuzdenkmal mit Seitenflügeln aus poliertem schwarzen Granit in triforischer Bogennische. |
|      | D adM 70 | Wilhelm   | 1905                | F. Hofmeister | Grabdenkmal für den Sanitätsrat und Kommunalpolitiker Dr. med. Ludwig Willhelm (1851–1931). Das Grabmal ist eine Ädikula in Formen der Neurenaissance aus poliertem schwarzen Granit.                                                                  |
|      | D 73     | Ziegler   | 1910                | 0             | Plastik einer Beweinung des in Abwandlung des traditionellen Pietámotives auf einem Altar aufgebahrten Christus aus Kalkstein. Der Altar wird dreiseitig durch Kalksteinmauern umgeben.                                                                |